# Volley-ball aux Jeux olympiques d'été de 1976
Navigation
Munich 1972 Moscou 1980
Cette page présente les résultats des compétitions masculine et féminine de volley-ball des Jeux olympiques de Montréal de 1976.

## Résultats

### Podiums
| Épreuves             | Or | Argent | Bronze |
| -------------------- | --- | --- | --- |
| Volley-ball masculin | Pologne Bronisław Bebel Ryszard Bosek Wiesław Gawłowski Marek Karbarz Lech Łasko Zbigniew Lubiejewski Mirosław Rybaczewski Włodzimierz Sadalski Edward Skorek Włodzimierz Stefański Tomasz Wójtowicz Zbigniew Zarzycki | URSS Vladimir Tchernikhov Iefim Choulak Vladimir Dorokhov Aleksandr Ermilov Vladimir Kondra Oleh Moliboha Anatoliy Polishchuk Aleksandr Savin Pāvels Seļivanovs Youri Starounski Vladimir Oulanov Viatcheslav Zaïtsev | Cuba Alfredo Figueredo Víctor García Diego Lapera Leonel Marshall, Sr. Ernesto Martínez Lorenzo Martínez Jorge Pérez Antonio Rodríguez Carlos Salas Victoriano Sarmientos Jesús Savigne Raúl Vilches |
| Volley-ball féminin  | Japon Yuko Arakida Takako Iida Katsuko Kanesaka Kiyomi Kato Echiko Maeda Noriko Matsuda Mariko Okamoto Takako Shirai Shoko Takayanagi Hiromi Yano Juri Yokoyama Mariko Yoshida                                         | URSS Larisa Bergen Lioudmila Tchernichova Olga Kozakova Natalia Kouchnir Nina Mouradian Lilia Osadchaya Anna Rostova Lioubov Roudovskaïa Inna Riskal Lioudmila Shchetinina Nina Smoleïeva Zoïa Iousova                | Corée du Sud Baik Myung-sun Byon Kyung-ja Chang Hee-sook Jo Hae-chung Jung Soon-ok Lee Soon-bok Lee Soon-ok Ma Kum-ja Park Mi-kum Yoon Young-nae Yu Jung-hyae Yu Kyung-hwa                           |

## Compétition masculine

### Poule A
- 18 juillet

|                 |     |              |                           |  |
| Tchécoslovaquie | 3-0 | Canada       | 15-4 16-14 15-11          |  |
| Pologne         | 3-2 | Corée du Sud | 12-15 6-15 15-6 15-6 15-5 |  |

- 19 juillet

|         |     |                 |                      |  |
| Pologne | 3-0 | Canada          | 15-4 15-7 15-6       |  |
| Cuba    | 3-1 | Tchécoslovaquie | 15-6 10-15 15-5 15-6 |  |

- 21 juillet

|              |     |        |                             |  |
| Pologne      | 3-2 | Cuba   | 13-15 10-15 15-6 15-9 20-18 |  |
| Corée du Sud | 3-0 | Canada | 15-7 15-5 15-8              |  |

- 23 juillet

|         |     |                 |                       |  |
| Cuba    | 3-0 | Corée du Sud    | 15-4 15-5 15-6        |  |
| Pologne | 3-1 | Tchécoslovaquie | 8-15 15-11 15-5 16-14 |  |

- 25 juillet

|                 |     |              |                      |  |
| Tchécoslovaquie | 3-1 | Corée du Sud | 15-9 15-9 14-16 15-5 |  |
| Cuba            | 3-0 | Canada       | 15-10 15-9 15-3      |  |

| Place | Équipe          | MJ | V | D | SP | SC | Pts | DS  |
| ----- | --------------- | -- | - | - | -- | -- | --- | --- |
| 1     | Pologne         | 4  | 4 | 0 | 12 | 5  | 8   | +7  |
| 2     | Cuba            | 4  | 3 | 1 | 11 | 4  | 6   | +7  |
| 3     | Tchécoslovaquie | 4  | 2 | 2 | 8  | 7  | 4   | +1  |
| 4     | Corée du Sud    | 4  | 1 | 3 | 6  | 9  | 2   | -3  |
| 5     | Canada          | 4  | 0 | 4 | 0  | 12 | 0   | -12 |

### Poule B
- 18 juillet

|                  |     |        |                |  |
| Union soviétique | 3-0 | Italie | 15-6 15-3 15-6 |  |
| Brésil           | ?-? | Égypte | ?              |  |

- 20 juillet

|                  |     |        |                 |  |
| Union soviétique | 3-0 | Brésil | 15-7 15-11 15-2 |  |
| Japon            | 3-0 | Italie | 15-6 15-2 15-6  |  |

- 22 juillet

|                  |     |        |                 |  |
| Japon            | 3-0 | Brésil | 15-13 15-8 15-9 |  |
| Union soviétique | ?-? | Égypte | ?               |  |

- 24 juillet

|        |     |        |                            |  |
| Brésil | 3-2 | Italie | 15-8 11-15 12-15 15-6 15-8 |  |
| Japon  | ?-? | Égypte | ?                          |  |

- 25 juillet

|                  |     |        |                 |  |
| Union soviétique | 3-0 | Japon  | 15-9 15-10 15-9 |  |
| Italie           | ?-? | Égypte | ?               |  |

| Place | Équipe           | MJ | V | D | SP | SC | Pts | DS |
| ----- | ---------------- | -- | - | - | -- | -- | --- | -- |
| 1     | Union soviétique | 3  | 3 | 0 | 9  | 0  | 6   | +9 |
| 2     | Japon            | 3  | 2 | 1 | 6  | 3  | 4   | +3 |
| 3     | Brésil           | 3  | 1 | 2 | 3  | 8  | 2   | -5 |
| 4     | Italie           | 3  | 0 | 3 | 2  | 9  | 0   | -7 |
| 5     | Égypte forfait   | —  | — | — | —  | —  | —   | —  |

### Demi-finales et demies de classement
- 29 juillet — demi-finales

|                  |     |       |                             |  |
| Union soviétique | 3-0 | Cuba  | 15-12 15-7 15-8             |  |
| Pologne          | 3-2 | Japon | 15-17 15-6 15-6 10-15 15-10 |  |

- 26 juillet — demies de classement

|                 |     |        |                            |  |
| Corée du Sud    | 3-2 | Brésil | 15-12 12-15 7-15 15-6 15-5 |  |
| Tchécoslovaquie | 3-0 | Italie | 15-7 15-8 15-7             |  |

### Finales
- 27 juillet — match de classement 7-8

|        |     |        |                |  |
| Brésil | 3-0 | Italie | 15-8 15-6 15-8 |  |

- 27 juillet — match de classement 5-6

|                 |     |              |                      |  |
| Tchécoslovaquie | 3-1 | Corée du Sud | 15-9 10-15 15-2 15-9 |  |

- 30 juillet — match de classement 3-4

|      |     |       |                |  |
| Cuba | 3-0 | Japon | 15-8 15-9 15-8 |  |

- 30 juillet — finale

|      |     |         |                              |  |
| URSS | 2-3 | Pologne | 15-11 13-15 15-12 17-19 7-15 |  |

### Classement final
| Place              | Équipe           |
| ------------------ | ---------------- |
| Médaille d'or      | Pologne          |
| Médaille d'argent  | Union soviétique |
| Médaille de bronze | Cuba             |
| 4                  | Japon            |
| 5                  | Tchécoslovaquie  |
| 6                  | Corée du Sud     |
| 7                  | Brésil           |
| 8                  | Italie           |
| 9                  | Canada           |
| 10                 | Égypte forfait   |

## Compétition féminine

### Poule A
- 19 juillet

|       |     |         |                             |  |
| Japon | 3-0 | Hongrie | 15-6 15-3 15-4              |  |
| Pérou | 3-2 | Canada  | 12-15 15-4 15-10 7-15 15-12 |  |

- 21 juillet

|         |     |        |                       |  |
| Japon   | 3-0 | Pérou  | 15-7 15-4 15-9        |  |
| Hongrie | 3-1 | Canada | 15-13 15-10 9-15 15-9 |  |

- 23 juillet

|         |     |        |                      |  |
| Hongrie | 3-1 | Pérou  | 7-15 15-8 15-3 16-14 |  |
| Japon   | 3-0 | Canada | 15-6 15-2 15-2       |  |

| Place | Équipe  | MJ | V | D | SP | SC | Pts | DS |
| ----- | ------- | -- | - | - | -- | -- | --- | -- |
| 1     | Japon   | 3  | 3 | 0 | 9  | 0  | 6   | +9 |
| 2     | Hongrie | 3  | 2 | 1 | 6  | 5  | 4   | +1 |
| 3     | Pérou   | 3  | 1 | 2 | 4  | 8  | 2   | -4 |
| 4     | Canada  | 3  | 0 | 3 | 3  | 9  | 0   | -6 |

### Poule B
- 20 juillet

|                  |     |                    |                        |  |
| Union soviétique | 3-1 | Corée du Sud       | 16-14 12-15 15-2 16-14 |  |
| Cuba             | 3-1 | Allemagne de l'Est | 7-15 15-5 15-5 15-13   |  |

- 22 juillet

|                  |     |                    |                             |  |
| Union soviétique | 3-1 | Cuba               | 15-9 13-15 15-11 15-10      |  |
| Corée du Sud     | 3-2 | Allemagne de l'Est | 5-15 11-15 16-14 15-2 15-13 |  |

- 24 juillet

|                  |     |                    |                             |  |
| Corée du Sud     | 3-2 | Cuba               | 14-16 15-4 15-8 13-15 15-10 |  |
| Union soviétique | 3-2 | Allemagne de l'Est | 15-11 13-15 11-15 15-5 15-1 |  |

| Place | Équipe             | MJ | V | D | SP | SC | Pts | DS |
| ----- | ------------------ | -- | - | - | -- | -- | --- | -- |
| 1     | Union soviétique   | 3  | 3 | 0 | 9  | 4  | 6   | +5 |
| 2     | Corée du Sud       | 3  | 2 | 1 | 7  | 7  | 4   | +0 |
| 3     | Cuba               | 3  | 1 | 2 | 6  | 7  | 2   | -1 |
| 4     | Allemagne de l'Est | 3  | 0 | 3 | 5  | 9  | 0   | -4 |

### Demi-finales et demies de classement
- 26 juillet — demi-finales

|                  |     |              |                  |  |
| Union soviétique | 3-0 | Hongrie      | 15-10 15-10 15-9 |  |
| Japon            | 3-0 | Corée du Sud | 15-13 15-6 15-5  |  |

- 26 juillet — demies de classement

|                    |     |        |                            |  |
| Cuba               | 3-2 | Canada | 13-15 15-7 14-16 15-9 15-3 |  |
| Allemagne de l'Est | 3-2 | Pérou  | 15-11 15-9 8-15 8-15 15-8  |  |

### Finales
- 27 juillet — match de classement 7-8

|       |     |        |                            |  |
| Pérou | 3-2 | Canada | 13-15 15-7 14-16 15-9 15-3 |  |

- 27 juillet — match de classement 5-6

|      |     |                    |                           |  |
| Cuba | 3-2 | Allemagne de l'Est | 15-11 15-9 8-15 8-15 15-8 |  |

- 30 juillet — match de classement 3-4

|              |     |         |                        |  |
| Corée du Sud | 3-1 | Hongrie | 12-15 15-12 15-10 15-6 |  |

- 30 juillet — finale

|       |     |                  |                |  |
| Japon | 3-0 | Union soviétique | 15-7 15-8 15-2 |  |

### Classement final
| Place              | Équipe             |
| ------------------ | ------------------ |
| Médaille d'or      | Japon              |
| Médaille d'argent  | Union soviétique   |
| Médaille de bronze | Corée du Sud       |
| 4                  | Hongrie            |
| 5                  | Cuba               |
| 6                  | Allemagne de l'Est |
| 7                  | Pérou              |
| 8                  | Canada             |